# Parque Olímpico de Seul
Parque Olímpico ( hangul: 올림픽 공원  ), nome curto Olpark ( hangul: 올팍 ), é um Parque Olímpico em Bangi-dong, distrito de Songpa, Seul, Coreia do Sul, inaugurado em 28 de maio de 1986. Com um orçamento de 275 bilhões de wons, foi construído para sediar os Jogos Asiáticos de 1986 e os Jogos Olímpicos de Verão de 1988.

## Instalações
- Ginásio Olímpico de Handebol SK – anteriormente conhecido como Ginásio Olímpico de Esgrima
- Arena Olímpica de Ginástica
- Piscina Olímpica
- Quadra de Tênis Olímpica
- Velódromo Olímpico

## Galeria

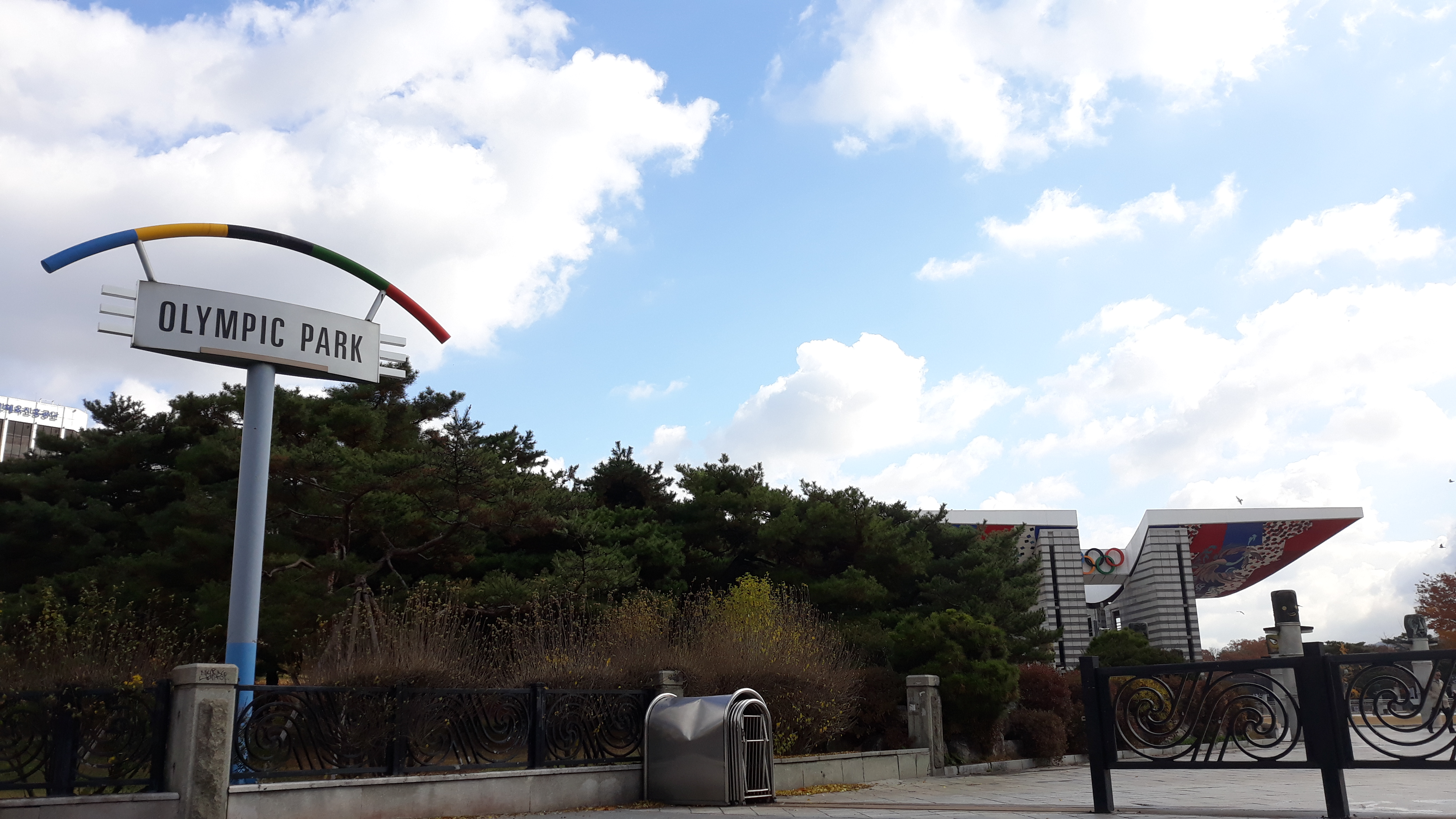
Entrada no Parque Olímpico em novembro de 2018
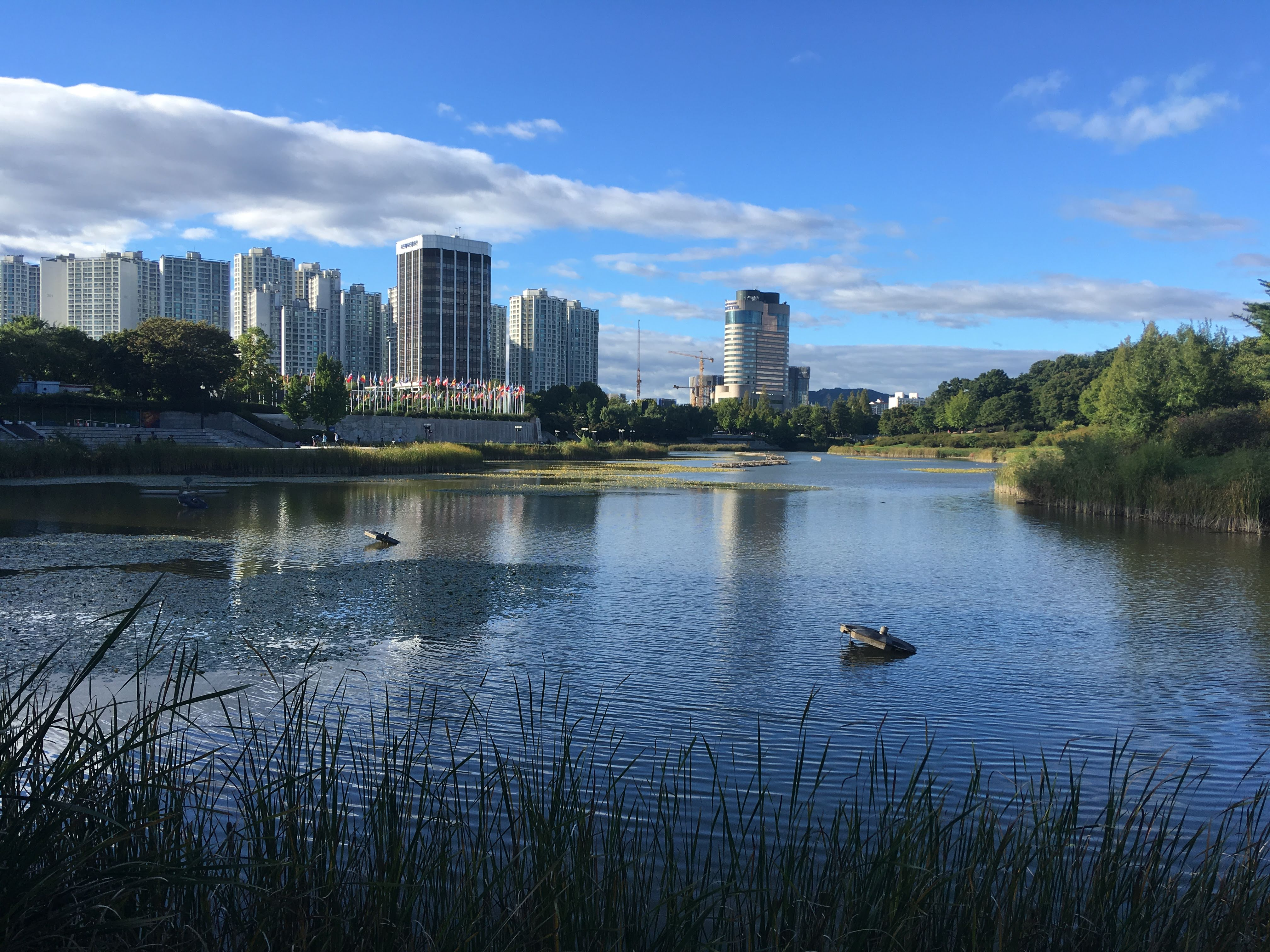
Parque Olímpico em outubro de 2018
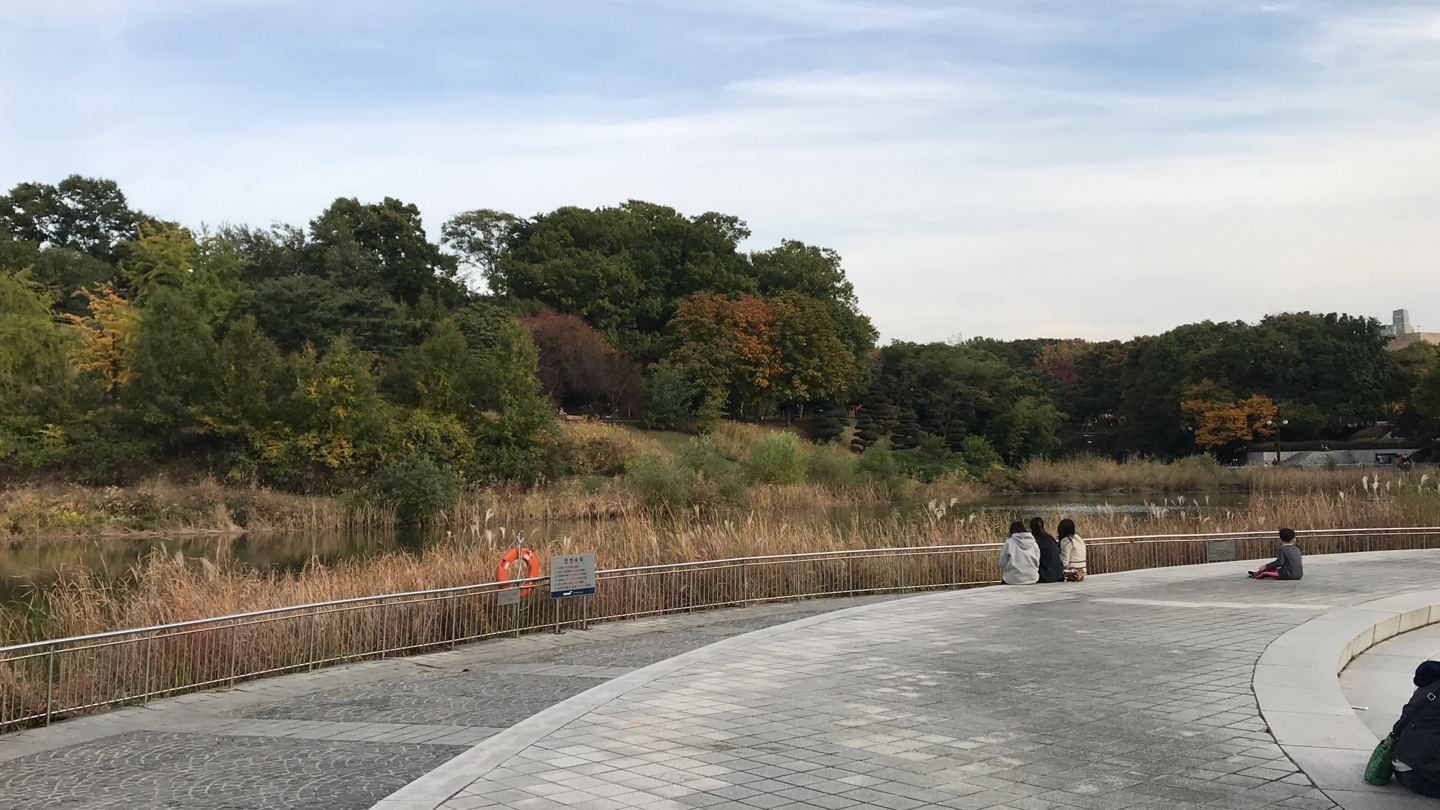
Parque Olímpico no Outono com Juncos
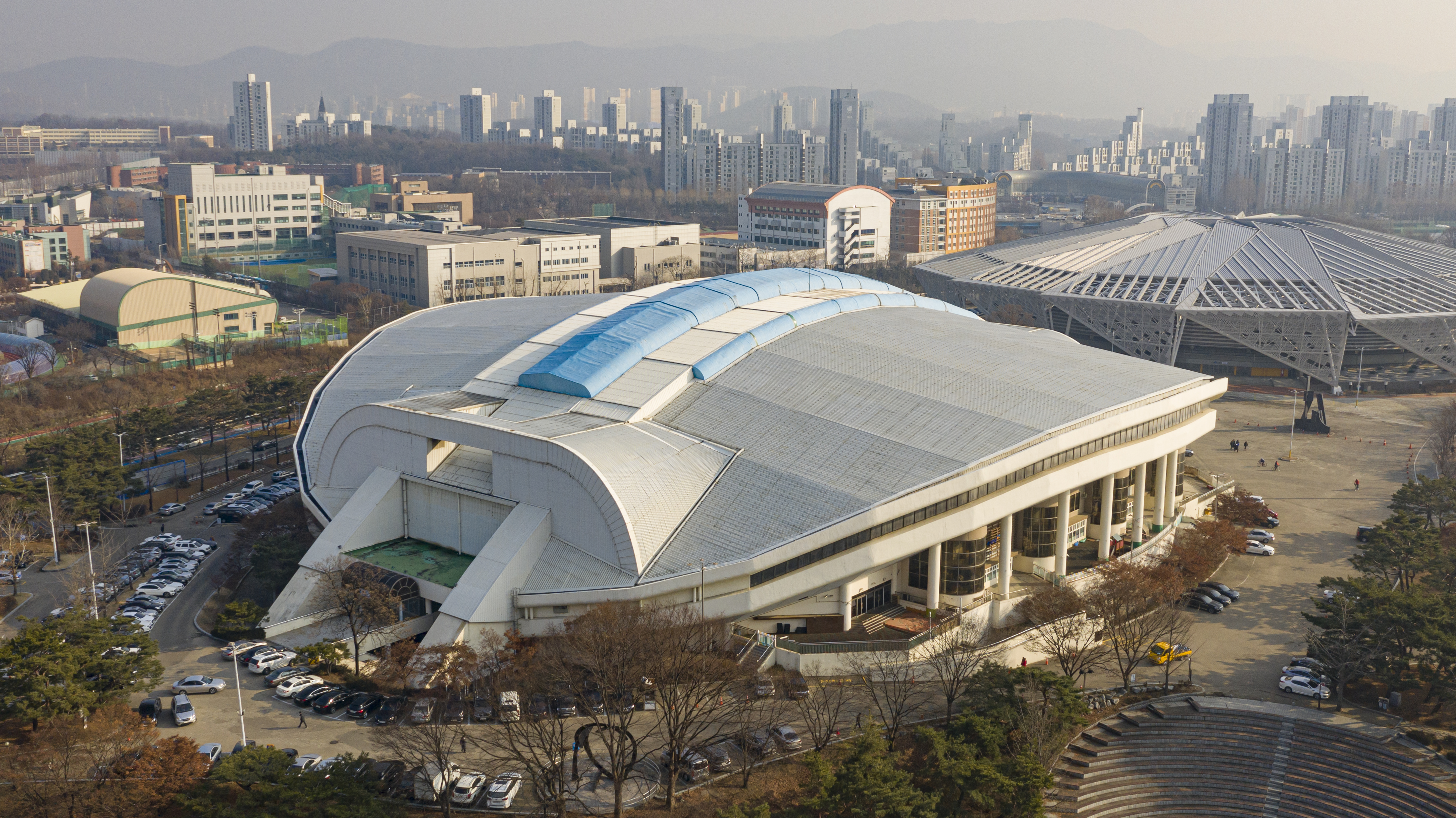
Piscina Olímpica em 2020
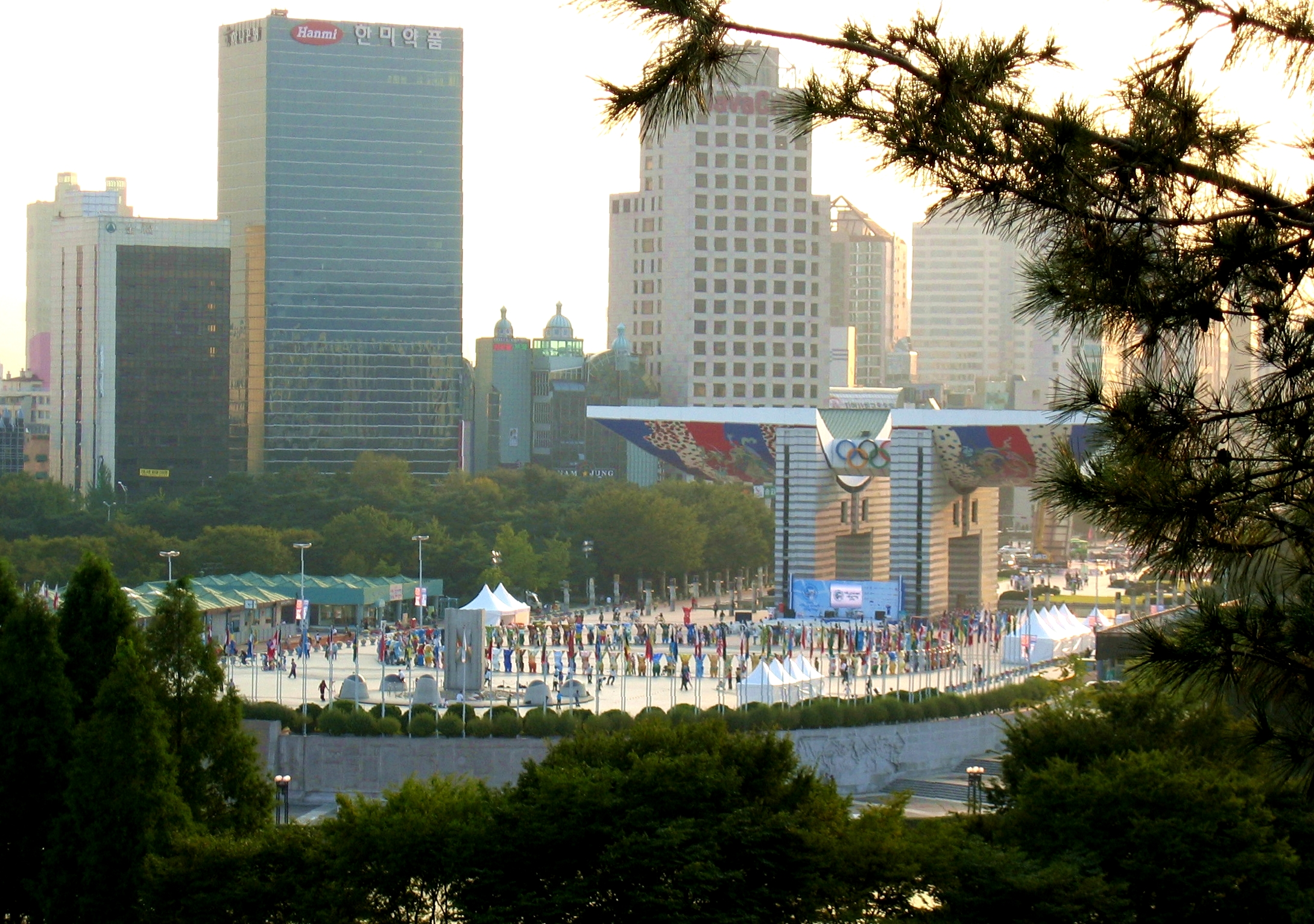
A exposição United Buddy Bears foi exibida no Parque em 2005.